# Delta Holding (Marokko)
Delta Holding S.A. (arabisch دلتا القابضة, DMG Diltā al-qābiḍa) ist eine marokkanische Holdinggesellschaft mit Sitz in Skhirat. Sie agiert an 16 Standorten in Afrika und Europa und verfügt über 34 Tochtergesellschaften und Beteiligungen.
Die Tätigkeit ist in 5 Bereiche unterteilt:
- Bau und Instandhaltung von Verkehrs- und Einrichtungsinfrastrukturen: Bau und Instandhaltung von Hauptstraßen, Häfen, hydraulischen Infrastrukturarbeiten, Ausrüstung und zugehörigen Produkten (Bitumen, Beschilderung, Sicherheitsvorrichtungen, Maut- und Managementsysteme).
- Herstellung von Metall- und mechanischen Anlagen: Metall- und Maschinenbau, Kesselbau, hydromechanische Ausrüstung, Rohrleitungen, Straßenleuchten und öffentliche Lichtmasten.
- Umwelttechnik: Durchführung von Projekten und Herstellung von Geräten für den Einsatz in Reinigungs-, Bewässerungs-, Trinkwasserversorgungs- und Abwasserbehandlungsnetzen
- Herstellung von Chemikalien und Gasprodukten: Ethylalkohol, Farben, Verdünner, medizinische und industrielle Gase
- Immobilienentwicklung und –verkauf von Wohnungen, Geschäften und Büros.

Die Aktien sind an der Bourse de Casablanca notiert und Teil des Moroccan All Shares Index (MASI).

## Geschichte
Die Firma Delta wurde 1974 von Hadj Fahim gegründet, der sich an einer Baufirma und an einer Firma für Straßenschilder beteiligte.
Im Jahr 1990 reorganisierte Hadj Fahim, der damals die Unternehmen Galvacier, Grands Chantiers Routiers, Société civile immobilière des aciéries de Skhirat, AIC Métallurgie und HFI leitete, das Unternehmen in eine Holdinggesellschaft um.
Im Jahr 2006 eröffnete das Unternehmen eine Niederlassung in Dakar, Senegal. Zwei Jahre später erfolgte eine Beteiligung an der Camerounaise Des Eaux in einem Joint Venture mit anderen marokkanischen Unternehmen.
2008 erfolgte der Börsengang.
Im Jahr 2010 erwarb die Delta Holding 51 % der Anteile an Sel de Mohammédia und gründete Africbitumes, ein Joint Venture mit SAMIR.